# Hanmapur, Yelbarga
Hanmapur là một làng thuộc tehsil Yelbarga, huyện Koppal, bang Karnataka, Ấn Độ.